# Quebrada Yocape
Die Quebrada Yocape ist der 24,5 km lange linke Quellfluss des Río Chotoque in der Provinz Lambayeque im Nordwesten von Peru.

## Flusslauf
Die Quebrada Yocape entspringt in der peruanischen Westkordillere unweit der kontinentalen Wasserscheide. Das Quellgebiet befindet sich im Norden des Distrikts Salas auf einer Höhe von etwa 1500 m. Die Quebrada Yocape fließt in überwiegend westlicher Richtung durch das Bergland und erreicht bei Flusskilometer 7 die dem Gebirge vorgelagerte Küstenebene und den Distrikt Motupe. Die Quebrada Yocape trifft etwa 9 km nordnordöstlich der Stadt Motupe auf den weiter nördlich verlaufenden Río Olos und vereinigt sich mit diesem zum Río Chotoque.

## Einzugsgebiet
Die Quebrada Yocape entwässert eine Fläche von etwa 51 km². Das Areal liegt in den Distrikten Salas und Motupe im nördlichen Osten der Provinz Lambayeque. Das Einzugsgebiet der Quebrada Yocape oberhalb von Flusskilometer 7 liegt innerhalb des regionalen Schutzgebietes Bosque Moyán – Palacio. Das Einzugsgebiet grenzt im Norden an das des Río Olos sowie im Osten und im Süden an das des Río Chiniama.